# Goyazia
Goyazia é um género botânico pertencente à família Gesneriaceae.

## Espécies
- Goyazia petraea
- Goyazia rupicola
- Goyazia villosa